# Iaroslav Mușinschi
Iaroslav Mușinschi (né le 8 août 1976 à Ocnița) est un athlète moldave, spécialiste du fond et du marathon. Auparavant, il était spécialiste du 3 000 m steeple, spécialité dans laquelle il participa aux Jeux olympiques de 2000, avec un meilleur temps de 8 min 29 s 98 obtenu en 1999. Il participa au marathon des Championnats du monde de 2007 et termina 41e des Jeux olympiques de 2008. Il établit son meilleur temps en 2 h 11 min 43 s lors du marathon d'Istanbul avant de porter son record à 2 h 8 min 32 s en avril 2010 lors du marathon de Düsseldorf.